# Comité Olímpico Arubano
El Comité Olímpico de Aruba (Papiamento: Comité Olímpico Arubano) se estableció en 1985 después de que Aruba se separara de las Antillas Neerlandesas. Anteriormente, Aruba estaba representada por el Comité Olímpico de las Antillas Neerlandesas. Recibió el reconocimiento el siguiente año por el Comité Olímpico Internacional.

## Competencias olímpicas
Aruba compitió por primera vez en los Juegos Olímpicos de Verano de 1988 y desde entonces ha participado en cada uno de ellos. Aruba no ha competido en ningún Juego Olímpico de Invierno. Aruba aún no ha ganado ninguna medalla olímpica.